# Diptychis
Diptychis là một chi bướm đêm thuộc họ Geometridae.